# Gisela Morgen
Gisela Morgen (* 2. Februar 1918 in Berlin; † 14. Februar 2006 ebenda) war eine deutsche Schauspielerin.

## Leben
Ihre stimmliche und dramatische Ausbildung erhielt Gisela Morgen bei Jean Nadolowitsch. Nach 1945 war sie in Chemnitz engagiert und ging anschließend 1948 nach Leipzig. Von hier kam sie 1964 über das Maxim-Gorki-Theater an die Volksbühne nach Berlin.
Gisela Morgen war mit dem Schauspieler Joachim Tomaschewsky verheiratet. Ihre gemeinsame Tochter ist die Schauspielerin Katarina Tomaschewsky. Gisela Morgen starb im Alter von 88 Jahren und wurde auf dem Georgen-Parochial-Kirchhof II in Berlin beigesetzt.

## Filmografie
- 1962: Das grüne Ungeheuer (Fernsehfilm; 4. Teil)
- 1963: Die Spur führt in den 7. Himmel (TV-Film in fünf Teilen)
- 1965/1990: Karla
- 1968: Die Toten bleiben jung
- 1969: Der Staatsanwalt hat das Wort: Ich brauch’ kein Kindermädchen (Fernsehreihe)
- 1971: Avantgarde (Theateraufzeichnung)
- 1972: Der Staatsanwalt hat das Wort: Alleingang
- 1972: Der Adjudant (Fernsehserie)
- 1974: Polizeiruf 110: Kein Paradies für Elstern (Fernsehreihe)
- 1976: Polizeiruf 110: Der Fensterstecher
- 1978: Ein Zimmer mit Ausblick (Fernsehserie; 4. Episode)
- 1979: Das unsichtbare Visier (Fernsehserie; 16. Folge)
- 1980: Der Staatsanwalt hat das Wort: Ein sympathischer junger Mann
- 1980: Glück im Hinterhaus
- 1980: Seitensprung
- 1980: Gevatter Tod
- 1982: Wenn’s donnert, blüht der Gummibaum (Fernsehfilm)
- 1984: Polizeiruf 110: Im Sog
- 1985: Weiße Wolke Carolin
- 1986: Polizeiruf 110: Mit List und Tücke
- 1986: Rund um die Uhr (Fernsehserie)
- 1987: Die erste Reihe (Fernsehfilm)
- 1988: Der Vogel
- 1988: Polizeiruf 110: Eifersucht
- 1990: Marie Grubbe
- 1991: Polizeiruf 110: Big Band Time
- 1991: Polizeiruf 110: Ein verhängnisvoller Verdacht

## Theater
- 1948: Maxim Gorki: Wassa Schelesnowa – Regie: Johannes Curth (Volksbühne Leipzig – Kammerspiele)
- 1949: Martin Andersen Nexø: Die Leute auf Dangaard (Pers Mutter) – Regie: Johannes Curth (Volksbühne Leipzig)
- 1952: Romain Rolland: Robespierre (Elisabeth) – Regie: Arthur Jopp (Leipziger Schauspielhaus)
- 1953: Friedrich Schiller: Die Jungfrau von Orleans (Agnes Sorel) – Regie: Erich-Alexander Winds (Städtisches Theater Leipzig)
- 1955: Jerzy Jurandot: Solche Zeiten (Frau Dorota) – Regie: Friedrich Ludwig (Städtische Bühnen Leipzig)
- 1956: Alexej Arbusow: Verschlungene Wege (Lussja) – Regie: Johannes Curth (Leipziger Schauspielhaus)
- 1958: Bertolt Brecht: Der gute Mensch von Sezuan (Shen Te) – Regie: Arthur Jopp (Leipziger Schauspielhaus)
- 1959: František Pavlíček: Labyrinth des Herzens (Frau Kocianowa) – Regie: Horst Smiszek (Leipziger Schauspielhaus)
- 1964: Henrik Ibsen: Peer Gynt (Mutter Aase) – Regie: Karl Kayser (Leipziger Schauspielhaus)
- 1964: Claus Hammel: Um neun an der Achterbahn (Leibliche Mutter) – Regie: Horst Schönemann (Maxim-Gorki-Theater Berlin)
- 1965: Slatan Dudow: Der Feigling (Mehrere Rollen) – Regie: Dieter Kolditz (Maxim-Gorki-Theater Berlin)
- 1965: Curt Goetz: Hokuspokus (Zeugin) – Regie: Ottofritz Gaillard (Volksbühne Berlin – Theater im 3. Stock)
- 1966: Max Frisch: Andorra (Mutter) – Regie: Fritz Bornemann (Volksbühne Berlin)
- 1968: Dario Fo: Siebentens: Stiehl ein bißchen weniger (Weibsteufel/Pförtnersfrau/Klosterpriorin) – Regie: Wolfgang Pintzka (Volksbühne Berlin)
- 1969: Armand Gatti: V wie Vietnam (Vietnamesin) – Regie: Hans-Joachim Martens / Wolfgang Pintzka (Volksbühne Berlin)
- 1970: Bertolt Brecht: Der gute Mensch von Sezuan (Mutter Yang) – Regie: Benno Besson (Volksbühne Berlin)
- 1970: Kurt Bartsch/Reiner Bredemeyer (Nach Jacques Offenbach): Orpheus (Böotischer Bauer) – Regie: Wolfgang Pintzka (Volksbühne Berlin)
- 1970: Walentin Katajew: Avantgarde – Regie: Fritz Marquardt (Volksbühne Berlin)
- 1971: Heiner Müller: Weiberkomödie – Regie: Fritz Marquardt (Volksbühne Berlin)
- 1973: Arne Leonhardt: Der Abiturmann (Beisitzerin) – Regie: Ernstgeorg Hering (Volksbühne Berlin – Stern)
- 1974: Juri Olescha: „Rote Unschuld“ oder „Die Liste der Wohltaten“ – Regie: Berndt Renne (Volksbühne Berlin – Theater im 3. Stock)
- 1974: István Örkény: Katzenspiel (Frau Orban) – Regie: Brigitte Soubeyran (Volksbühne Berlin)
- 1974: Christoph Hein: Schlötel oder Was solls – Regie: Manfred Karge/Matthias Langhoff (Volksbühne Berlin)
- 1977: Walentin Katajew: Veilchen (Jekaterina Gerassimowa) – Regie: Edwin Marian (Volksbühne Berlin – Theater im 3. Stock)
- 1980: Euripides: Die Frauen von Troja – Regie: Berndt Renne (Volksbühne Berlin – Theater im 3. Stock)
- 1983: Heinrich von Kleist: Der zerbrochne Krug – Regie: Helmut Straßburger/Ernstgeorg Hering (Volksbühne Berlin)
- 1984: Albert Wendt: Prinzessin Zartfuß und die sieben Elefanten – Regie: Werner Tietze (Volksbühne Berlin – Theater im 3. Stock)
- 1985: Wladimir Tendrjakow: Sechzig Kerzen (Frau Jetschowin) – Regie: Barbara Abend (Theater im Palast – TiP)
- 1985: Swetlana Alexijewitsch: Der Krieg hat kein weibliches Gesicht (Ljuba) – Regie: Kurt Veth (Theater im Palast – TiP)
- 1990: Ljudmila Petruschewskaja: Drei Mädchen in Blau (Leokadia) – Regie: Barbara Abend (Theater im Palast – TiP)
- 1991: William Shakespeare: Die Komödie der Irrungen (Dienerin Lucie) – Regie: Werner Tietze (Volksbühne Berlin)
- 1992: Patrick Hamilton: Gaslicht – Regie: Barbara Abend (Theater im Palais)

## Hörspiele
- 1967: Klaus Beuchler: Alltag eines Arztes (Oberschwester) – Regie: Uwe Haacke (Hörspiel – Rundfunk der DDR)
- 1968: Rolf Gumlich: Verliebt über anderthalb Ohren (Mutter Hagendubel) – Regie: Horst Gosse (Kinderhörspiel – Rundfunk der DDR)
- 1969: Will Lipatow: Der Dorfdetektiv (Praskowa Pankowa) – Regie: Werner Grunow (Hörspiel – Rundfunk der DDR)
- 1970: Tschingis Aitmatow: Die Straße des Sämanns (Aischa) – Regie: Werner Grunow (Hörspiel – Rundfunk der DDR)
- 1970: Boris Jewsejew: Und auch der Dritte ist nicht überflüssig (Milizia) – Regie: Peter Groeger (Komödie – Rundfunk der DDR)
- 1970: Anita Heiden-Berndt: Licht in der Stanitza (Walja) – Regie: Manfred Täubert (Kinderhörspiel – Rundfunk der DDR)
- 1970: Wolfgang Kießling: Es gibt nur einen Weg (Maria Alexandrowna) – Regie: Maritta Hübner (Kinderhörspiel – Rundfunk der DDR)
- 1970: Horst Bastian: Deine Chance zu leben (Schwester Edith) – Regie: Detlef Kurzweg (Hörspiel – Rundfunk der DDR)
- 1973: Lia Pirskawetz: Spinnen-Palaver (Schildkröte) – Regie: Barbara Plensat (Hörspiel – Rundfunk der DDR)
- 1974: Rolf Gumlich: Krach in Dagenow (Frau Daberstein) – Regie: Werner Grunow (Hörspiel – Rundfunk der DDR)
- 1974: Helga Schütz: Le Rossignol heißt Nachtigall (Nachbarin) – Regie: Werner Grunow (Hörspiel – Rundfunk der DDR)
- 1974: Günter Spranger: Zur Fahndung ausgeschrieben: Sabine (Tante Cilly) – Regie: Albrecht Surkau (Hörspielreihe: Tatbestand, Nr. 3 – Rundfunk der DDR)
- 1975: Iwan Bjelischew: Das eigensinnige Kätzchen (Igelmutter) – Regie: Albrecht Surkau (Kinderhörspiel – Litera)
- 1976: Rodney David Wingfield: Auf Provisionsbasis (Mrs. Mac) – Regie: Helmut Hellstorff (Kriminalhörspiel – Rundfunk der DDR)
- 1977: Hans Siebe: Herzogs Frau (Frau Thalheim) – Regie: Achim Scholz (Kriminalhörspiel – Rundfunk der DDR)
- 1977: Gerhard Holtz-Baumert: Alfons Zitterbacke (Krankenschwester) – Regie: Theodor Popp (Kinderhörspiel –Litera)
- 1977: Carlos Coutinho: Die letzte Woche vor dem Fest (Alte Frau) – Regie: Helmut Hellstorff (Hörspiel – Rundfunk der DDR)
- 1978: Ingrid Hahnfeld: Vom Aberheiner – Regie: Achim Scholz (Kinderhörspiel – Rundfunk der DDR)
- 1979: Brigitte Martin: Ermutigung 79 (Großmutter) – Regie: Hannelore Solter (Hörspiel – Rundfunk der DDR)
- 1979: Michail Schatrow: Blaue Pferde auf rotem Gras (Clara Zetkin) – Regie: Peter Groeger (Hörspiel – Rundfunk der DDR)
- 1980: Hans Christian Andersen: Däumelinchen (Die Kröte) – Regie: Gisela Pietsch (Hörspiel – Rundfunk der DDR)
- 1980: Michail Welitschkow: Später Anfang (Katerina) – Regie: Peter Groeger (Hörspiel – Rundfunk der DDR)
- 1980: Walter Püschel: Das Schulschwein – Regie: Maritta Hübner (Kinderhörspiel – Rundfunk der DDR)
- 1981: Peter Gauglitz: Drei Schweizer Uhren (Frau Kühlenz) – Regie: Wolfgang Brunecker (Hörspielreihe: Fälle des Kriminalanwärters Marzahn, Nr.:1 – Rundfunk DDR)
- 1981: Peter Gauglitz: Chesterfield (Oma Krause) – Regie: Joachim Gürtner (Hörspielreihe: Fälle des Kriminalanwärters Marzahn, Nr.:10 – Rundfunk der DDR)
- 1981: Edwin Hoernle: Vom König, der die Sonne vertreiben wollte – Regie: Maritta Hübner (Kinderhörspiel – Rundfunk der DDR)
- 1982: Walentin Rasputin: Matjora (Nastassja) – Regie: Fritz Göhler (Hörspiel-Rundfunk der DDR)
- 1983: August Strindberg: Ein Traumspiel – Regie: Peter Groeger (Märchen für Erwachsene – Rundfunk der DDR)
- 1983: Hans Christian Andersen: Die Schneekönigin (Großmutter) – Regie: Uwe Haacke  (Kinderhörspiel – Rundfunk der DDR)
- 1983: Gabriele Herzog: Anton, Frieda und die neue Katze (Frieda) – Regie: Maritta Hübner (Kinderhörspiel/Kurzhörspiel aus der Reihe: Geschichten aus dem Hut – Rundfunk der DDR)
- 1984: Yoshikichi Furui: Der heilige Mann – Regie: Peter Groeger (Hörspiel (Kunstkopf) – Rundfunk der DDR)
- 1985: Jacob Grimm/Wilhelm Grimm: Die Nixe (Magd) – Regie: Manfred Täubert (Kinderhörspiel – Rundfunk der DDR)
- 1988: Stephan Göritz: Schluß der Vorstellung (Concierge) – Regie: Bert Bredemeyer (Kriminalhörspiel – Rundfunk der DDR)
- 1988: Joachim Goll: Geschenkt ist geschenkt – Regie: Werner Grunow (Hörspiel – Rundfunk der DDR)
- 1989: Gerhard Rentzsch: Szenen vom Lande – Regie: Karlheinz Liefers (Hörspielreihe: Augenblickchen Nr. 1 – Rundfunk der DDR)
- 1989: Luise Rinser: Detektivin Susi löst einen ungewöhnlichen Fall (Verkäuferin) – Regie: Manfred Täubert (Kinderhörspiel – Rundfunk der DDR)
- 1990: Georg Seidel: Carmen Kittel (Frau Tschirch) – Regie: Fritz Göhler (Hörspiel – Funkhaus Berlin)
- 1991: Thomas Fuchs: Lisa (Frau Silberstein) – Regie: Wolfgang Rindfleisch (Kinderhörspiel –Funkhaus Berlin/SFB)
- 1991: Gerhard Rentzsch: Szenen aus deutschen Landen, eingeleitet und mit Zwischenberichten versehen über die Reise eines Mannes mit Pappkarton – Regie: Walter Niklaus (Hörspielreihe: Augenblickchen Nr. 4 – DS Kultur/BR)
- 1991: Edgar Hilsenrath: Das Märchen vom letzten Gedanken – Regie: Peter Groeger (Hörspiel – SFB/HR)
- 1993: Renate Görgen: Vom Melken oder Die Sinnlich-übersinnlichen Abenteuer des Walter Wolkenstein – Regie: Ursula Weck (Hörspiel – DS Kultur)
- 1994: Horst Bosetzky: Volles Risiko – Regie: Albrecht Surkau (Kriminalhörspiel – DLR)
- 1996: Karl Kirsch: Arthur (Schwester) – Regie: Albrecht Surkau (Kriminalhörspiel – DLR)
- 1997: Jost Nickel: Herr König stirbt (Haushälterin) – Regie: Albrecht Surkau (Kriminalhörspiel – DLR)
- 1998: Peter Steinbach: Warum ist es am Rhein so schön… (Hedwig) – Regie: Hans Gerd Krogmann (Hörspiel – WDR/DLR)
- 2002: Irmgard Maenner/Susann Sitzler: Seh ich so aus, als hätt ich Gnade? (Innenansichten eines Dominastudios) – Regie: Nikolai von Koslowski (Feature – DLR)

## Synchronisation
| Film                               | Jahr | Rolle                          | Darsteller       |
| ---------------------------------- | ---- | ------------------------------ | ---------------- |
| Die Olsenbande und ihr großer Coup | 1972 | Nachbarin von Kjeld und Ivonne | Solveig Sundborg |
| Ein Sommer mit dem Cowboy          | 1976 | Großmutter                     | Dana Medřická    |
| Aus der Hauptstadt kam ein Mädchen | 1978 | Shirin                         | S. Sydykbekhova  |
| Vor verschlossener Tür             | 1981 | Seynab                         | Nasiba Zeinalova |
| Stern des Nordens                  | 1982 | Mme Louise Baron               | Simone Signoret  |